# Suy giảm dân số
Suy giảm dân số ở người là sự giảm số dân do các nguyên nhân như xu hướng nhân khẩu học dài hạn, suy giảm mức sinh thay thế, suy giảm đô thị, do di dân, hoặc do bạo lực, bệnh tật hoặc những thảm họa khác. Sự suy giảm có thể có lợi cho một khu vực, phân bổ nhiều nguồn lực hơn và ít cạnh tranh hơn cho một nền dân số mới, tránh được các bất lợi của gia tăng dân số quá mức, như giao thông, ô nhiễm, giá bất động sản và hủy hoại môi trường... Tuy nhiên suy giảm dân số cũng gây những hệ quả nghiêm trọng như già hóa dân số, thiếu hụt lực lượng lao động, gánh nặng cho thế hệ trẻ...

## Tình trạng suy giảm dân số ở một số quốc gia và khu vực
Dân số thế giới đã giữ ở mức ổn định cho đến giữa thế kỷ 16. Tỉ lệ gia tăng dân số bắt đầu tăng từ khoảng năm 1750 và tiếp tục tăng đều đặn cho đến đầu thế kỷ 20 rồi đột nhiên tăng mạnh. Trong suốt khoảng 500 năm qua, dân số tăng với tốc độ ngày một cao. Nhưng hiện nay, ở nhiều quốc gia và khu vực dần phải đối mặt với suy hướng suy giảm dân số, không chỉ ở các nước giàu đã phát triển mà suy hướng này hiện nay đang xuất hiện ở cả các nước thuộc nhóm trung bình.

### Nhật Bản
Số liệu 2018, số lượng sinh ở Nhật Bản là 921.000, thấp nhất kể từ khi các kỷ lục bắt đầu được thiết lập vào năm 1899; trong khi số người chết cũng đạt kỷ lục mới kể từ sau chiến tranh với 1,369 triệu người khiến cho mức giảm dân số tự nhiên của nước này trong năm 2018 là 448.000 người - cao nhất trong lịch sử.. Năm 2018, dân số của Nhật đạt 124 triệu người, nhưng được dự báo sẽ giảm xuống chỉ còn khoảng 88 triệu người vào năm 2065.

### Hàn Quốc
Số liệu năm 2016, tỉ lệ sinh ở Hàn Quốc (số trẻ em mà một phụ nữ dự kiến sẽ có trong đời) là 1,19 trẻ ở mỗi phụ nữ, trong khi mức tối thiểu để duy trì ổn định là 2,1. Nếu duy trì tỉ lệ này, nền dân số Hàn Quốc với quy mô hơn 50 triệu dân sẽ tuyệt chủng vào năm 2750. Tuy nhiên tình hình ngày càng xấu đi khi tỉ lệ sinh đã giảm xuống 0,95 trong quý III/2018, lần đầu tiên giảm xuống dưới 1.

### Trung Quốc
Dân số Trung Quốc dự kiến đạt đỉnh 1,442 tỉ người vào năm 2029 và rồi bắt đầu giai đoạn giảm "không thể ngăn lại" kéo dài. Dân số Trung Quốc dự kiến quay trở lại mốc 1,36 tỉ người vào giữa thế kỷ 21, nếu tỉ lệ sinh vẫn không thay đổi, dân số Trung Quốc có thể tụt xuống chỉ còn 1,17 tỉ người vào năm 2065.

### Việt Nam
Dân số Việt Nam đang đối mặt cùng lúc nhiều thách thức: Già hoá dân số, mất cân bằng giới tính, chất lượng dân số thấp, mức sinh chênh lệch giữa các vùng...Trong 10 năm (tính đến 2017), Việt Nam đã duy trì được mức sinh thay thế 2,1 con (số con trung bình của một phụ nữ trong độ tuổi sinh đẻ) - đây là mức lý tưởng. Tuy nhiên, một số khu vực đang bắt đầu giảm sinh. Tại ĐBSCL, mức sinh chỉ còn 1,5-1,6 con, riêng TP.HCM, mức sinh giảm còn 1,33 con, thấp nhất cả nước.

### Nga
Dân số Nga vào thời điểm tháng 1/2019 là khoảng 146.793.000 người, trong khi tháng 1/2018 có tới 146.880.000 người, tức là đã suy giảm 87.000 người. Theo số liệu thống kê, trung bình mỗi năm, dân số Nga lại sụt giảm 0,5%. Tỷ lệ sinh tại Nga hiện chỉ ở khoảng 1,7 trẻ em/phụ nữ. Theo đà này, đến cuối thể kỷ 21, dân số Nga sẽ thu hẹp quy mô lại bằng một nửa hiện nay.

### Các nước Đông Âu
Trong 30 năm qua, tỷ lệ sinh ở các nước này giảm còn một nửa, và rất có thể đến năm 2050 dân số ở các nước Litthuania, Latvia, Bulgaria và Moldavia sẽ giảm 25% so với hiện nay. Lithuania, Estonia và Rumania cũng trong tình trạng dân số đang giảm. Tình trạng ở Lithuania  là tồi tệ nhất. Từ khi độc lập năm 1991 đến nay, nước này đã mất hơn 28% dân số, từ 2,65 triệu xuống còn khoảng 1,89 triệu người hiện nay (2020). Tính ra, mỗi năm Lithuania mất 1% dân số. Ở Ukraina, từ 2001 đến 2019, dân số giảm mất 9,5%, từ 48,5 triệu (2001) xuống còn 43,9 triệu (2019). Ở Romania, trong 30 năm, dân số đã giảm đến 18,1%, từ 23,5 triệu (1990) xuống 19,24 triệu (2020). Còn tại Bulgaria, tính đến ngày 29/6/2018, dân số nước này đã xuống dưới mức 7 triệu người. Trong ngày này, có 120 trẻ em ra đời nhưng có tới 193 người chết.